# Pedro Klamar Fuik

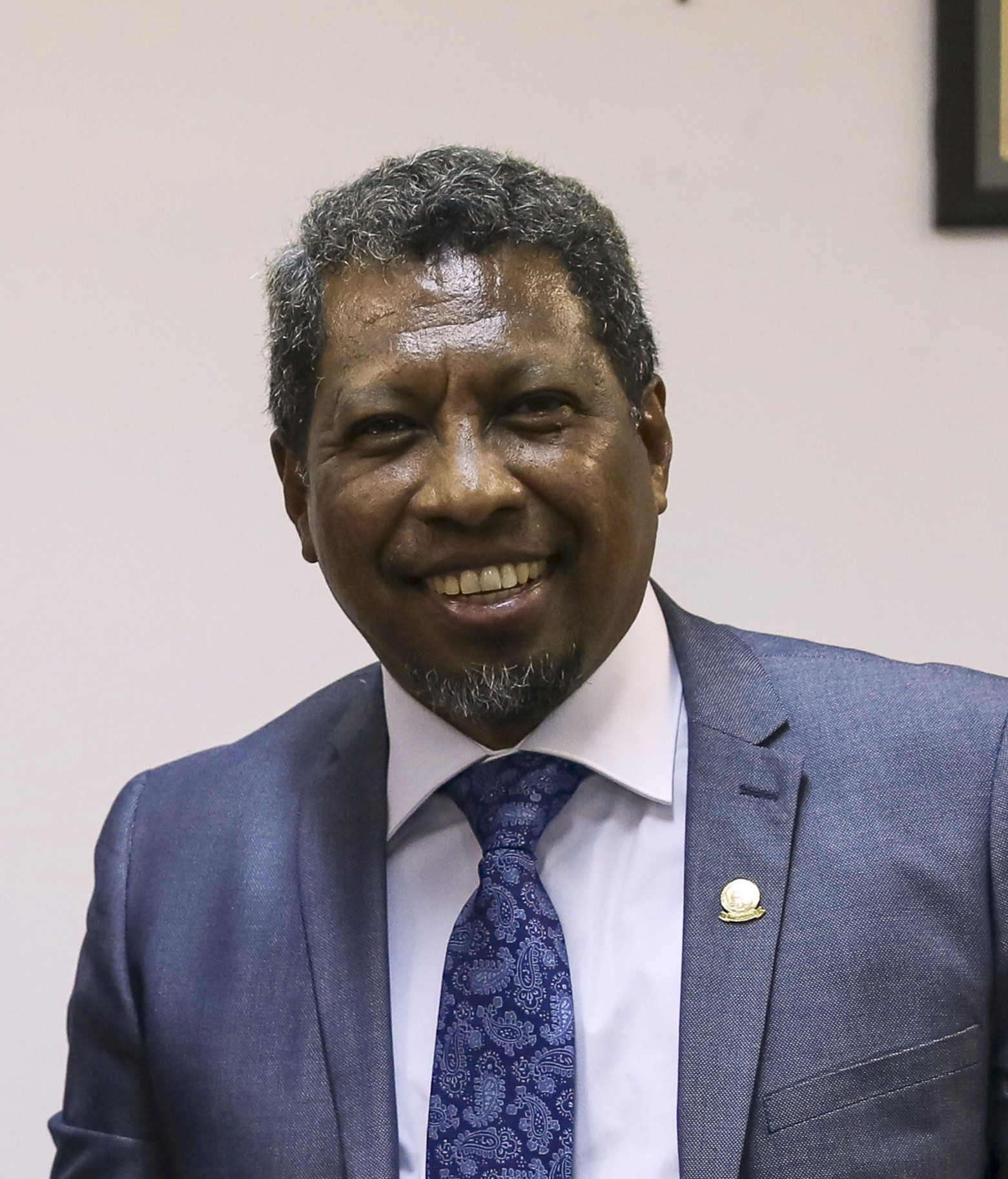
Pedro Klamar Fuik als Verteidigungsminister (2025)

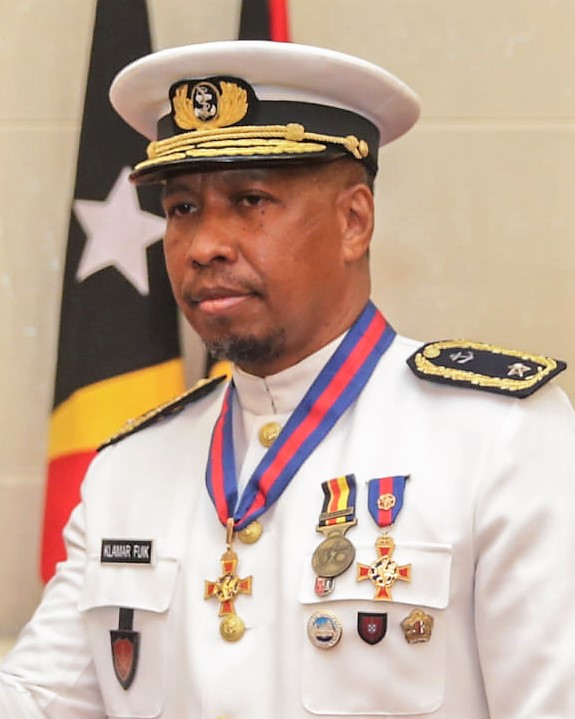
Konteradmiral Pedro Klamar Fuik (2022)

Pedro Klamar Fuik (* 24. Mai; tetum für: „wilder Geist“, eigentlicher Name: Donaciano do Rosário da Costa Gomes) ist ein osttimoresischer Offizier. Seit 2023 ist er Verteidigungsminister.

## Werdegang
Klamar Fuik gilt als Verbindung zwischen der Generation der Guerillakämpfer und der Unabhängigkeitsbewegung der Studenten. Er stammt aus dem Westen des Landes. Kurz nach der Teilnahme an der Demonstration beim Papstbesuch in Osttimor 1989, musste er vor der indonesischen Besatzungsmacht fliehen. Er verbrachte sein Exil in Portugal und Australien.
Nach seiner Rückkehr nach Osttimor wurde Klamar Fuik Offizier in den Verteidigungskräften Osttimors (F-FDTL). Zur Ausbildung besuchte er unter anderem das Instituto de Estudos Superiores Militares in Portugal und Lehrgänge in Australien. Hier war er Leiter des Ausbildungszentrums in Aileu, Einsatzleiter, Kommandant des  Nicolau Lobato Trainingszentrum nahe Metinaro und Koordinator des Strategieplans „Defesa 2020“, als militärischer Chefberater des Präsidenten. Dann wurde Klamar Fuik Kommandant der Marine des Landes. Am 14. Januar 2010 wurde er zum Capitão (Kapitän zur See) befördert und am 3. Mai 2012 zum Kommandeur des Instituto de Defesa Nacional (IDN) ernannt.
Ab November 2012 war Klamar Fuik Berater für die UN-Mission in Guinea-Bissau, kehrte dann aber zurück an das IDN.

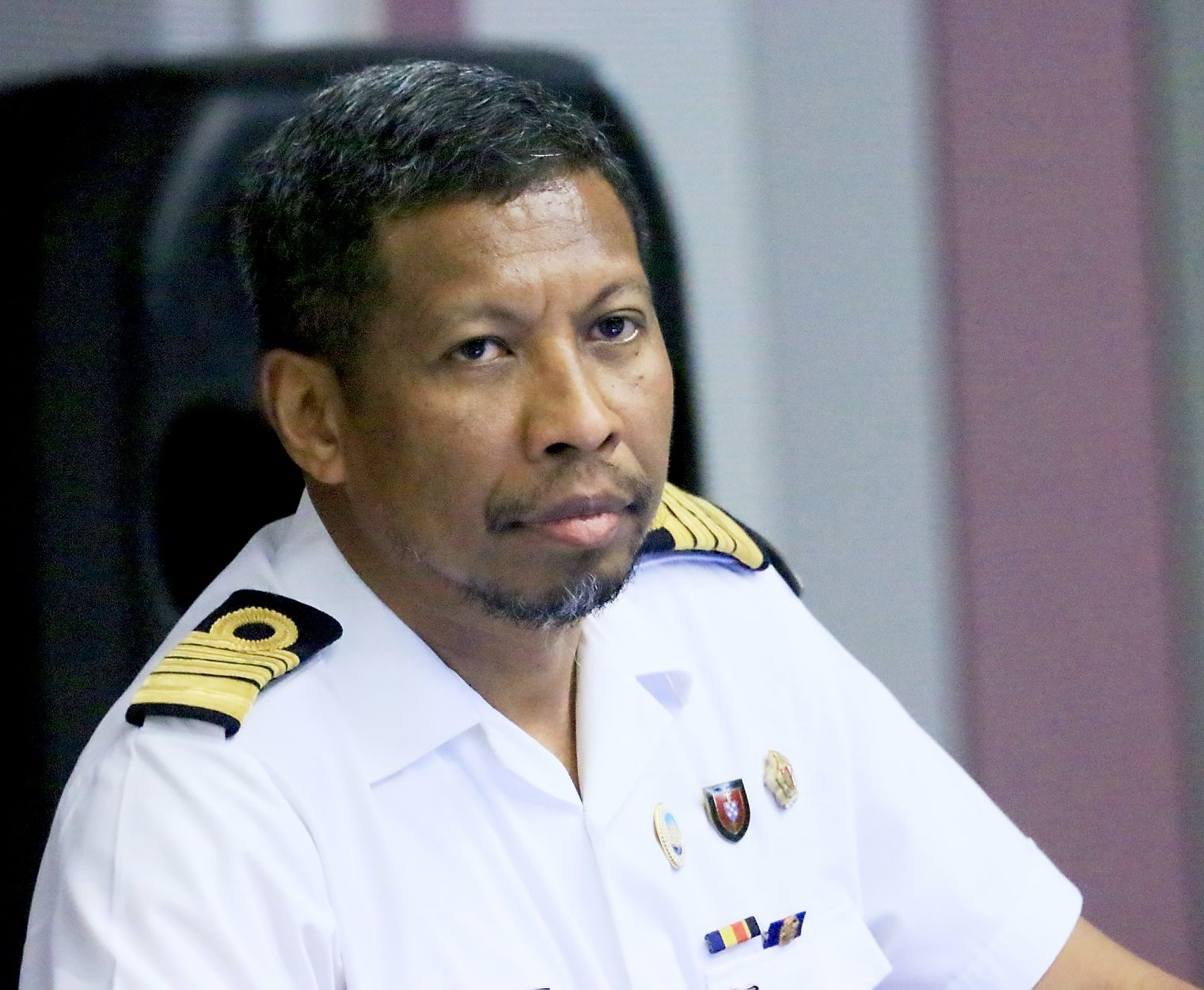
Pedro Klamar Fuik, hier noch im Rang eins Kapitäns (2020)

2016 kam es zum Streit zwischen Regierung und Parlament einerseits und Staatspräsident Taur Matan Ruak andererseits betreffs der zukünftigen Führung der Streitkräfte. Regierung und Parlament hatten vorgeschlagen, die Amtszeit des amtierenden Oberbefehlshaber Lere Anan Timur zu verlängern. Präsident Taur Matan Ruak verkündete aber am 9. Februar die Versetzung Lere Anan Timurs in den Ruhestand und die Beförderung von dessen Stellvertreter Filomeno Paixão als neuen Oberbefehlshaber. Abgeordnete der führenden Parteien CNRT und FRETILIN sahen darin einen Verstoß gegen die Verfassung. Aus den Reihen der Abgeordneten wurden Rufe nach einem Amtsenthebungsverfahren gegen den Präsidenten laut. Taur Matan Ruak begründete am 25. Februar in einer Rede vor dem Parlament seine Entscheidung damit, dass es sonst zu einem Beförderungsstau in der F-FDTL gekommen wäre. Das Tribunal de Recurso de Timor-Leste entschied nach einer Beschwerde der Regierung, dass die Entscheidung über den militärischen Oberbefehlshaber „charakteristisch für die politische Funktion der Ausübung der Macht“ des Präsidenten sei und wies damit die Forderung nach einstweiliger Verfügung gegen die Ernennung Paixãos zurück. Das Gericht könne nicht gegen einen politischen Akt vorgehen, auch wenn er womöglich illegal sei. Daher erklärte sich das Gericht für nicht zuständig.
Schließlich reichte die Regierung als weiteren Vorschlag Pedro Klamar Fuik als Kandidaten ein. Stellvertreter sollte Calisto dos Santos (Coliati) werden. Taur Matan Ruak akzeptierte am 15. April den Vorschlag als Generationenwechsel in der militärischen Führung. Im Zuge der Kommandoübergabe sollte Klamar Fuik einen Generalsrang erhalten. Die Amtseinführung fand trotzdem nicht statt. Lere Anan Timur blieb Oberbefehlshaber.
Am 3. April 2020 wurde Klamar Fuik zum Sprecher des Krisenstabes der Regierung zur COVID-19-Pandemie ernannt. 2022, nun bereits Konteradmiral, folgte die Ernennung zum Stabschef (CEMFA).
Am 1. Juli 2023 wurde Klamar Fuik in der IX. Regierung Osttimors von Premierminister Xanana Gusmão zum Verteidigungsminister vereidigt.

## Auszeichnungen
Klamur Fuik ist Träger der Medalha Halibur und der portugiesischen Medalha da Cruz de São Jorge, Erster Klasse.